# Erős Andor

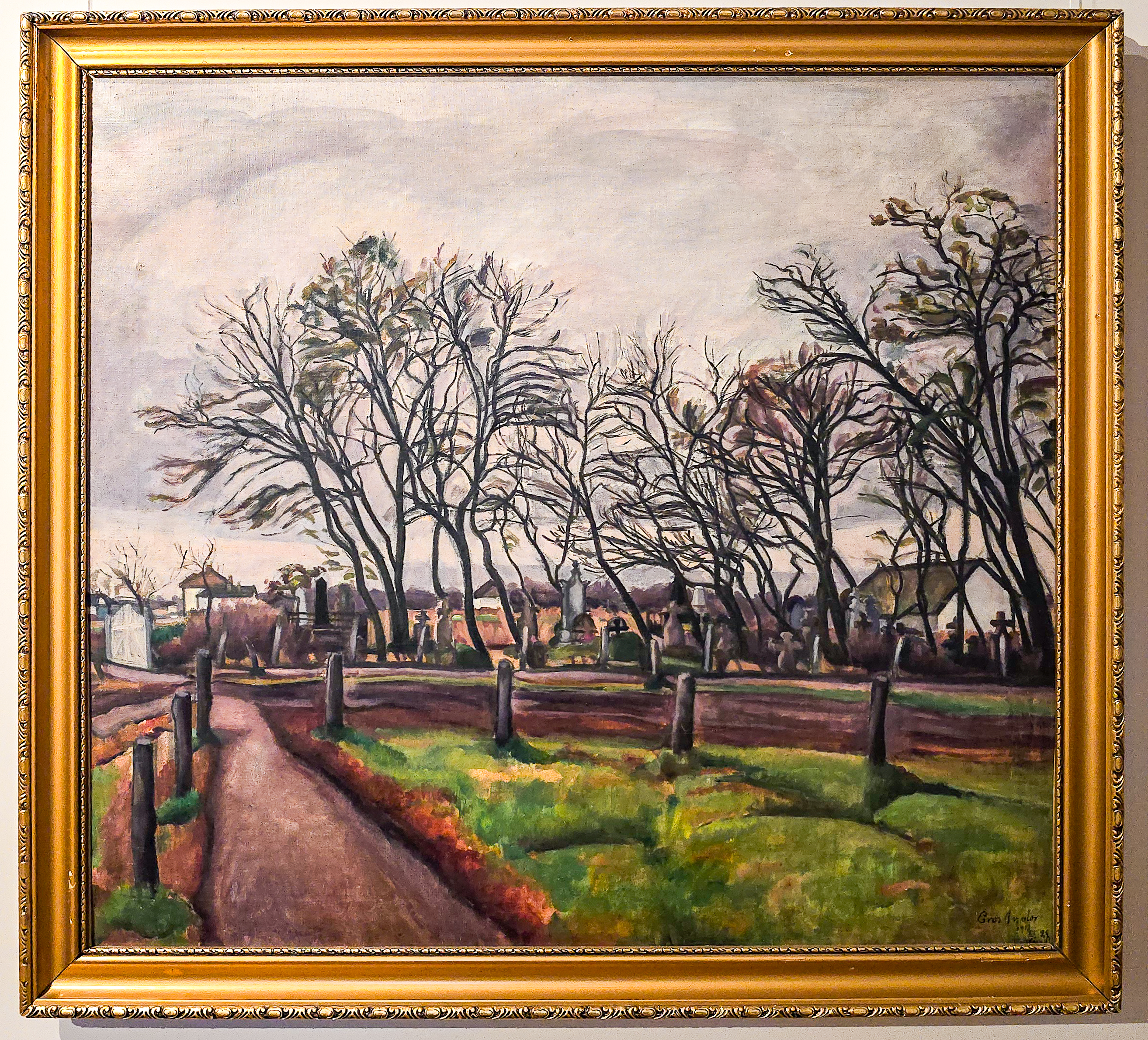
A kecskeméti görög temetőről készült festménye a Kecskeméti Katona József Múzeumban

Erős Andor (eredeti neve: Erbstein Andor) (Budapest, 1889. július 10. – 1917. ) magyar festő. Tanult és alkotott a nagybányai művésztelepen, majd a kecskeméti művésztelepen.

## Életútja
Budapesten született Erbstein János szabómester és Weissberger Lina gyermekeként. Felsőfokú tanulmányokat a budapesti Képzőművészeti Főiskolán folytatott, Ferenczy Károly volt a mestere. Nyaranként a nagybányai művésztelepen, majd a kecskeméti művésztelepen festett Iványi-Grünwald Béla irányítása mellett. Stílusa az expresszionizmus felé nyitott, Nagybányán ő a neósok közé tartozott. Festészete Nemes-Lampérth József stílusával mutat rokonságot, Kassák Lajos is felfigyelt rá, Tett c. folyóiratában két grafikáját közölte.
1912-ben a nagybányai Széchenyi-ligetről festett képével, címe Park, szerepelt a 15 éves nagybányai művésztelep munkásságát bemutató jubileumi kiállításon. 1914-ben a Műcsarnokban kiállított két tájképet, 1917-ben már csak kis hagyatéki gyűjteménye szerepelt a Nemzeti Szalon egy fiatal művészek által rendezett csoportkiállításán (tájképek, csendéletek, akttanulmányok, önarckép). Az első világháborúban, az északi harctéren esett el 1917-ben.

## Művei
- Park (1912)
- Kecskemét (1913)

## Galéria

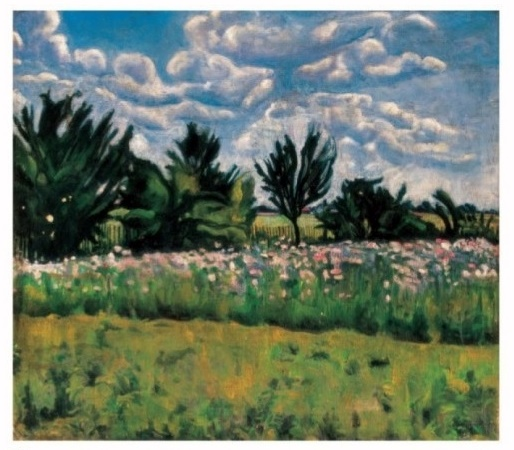
Felhős táj
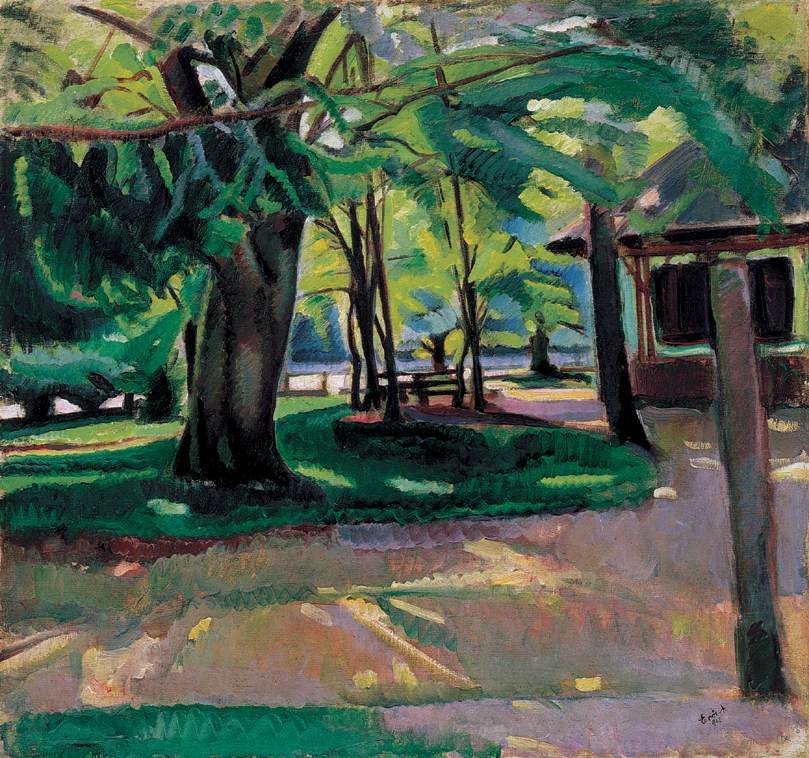
Park (1912)
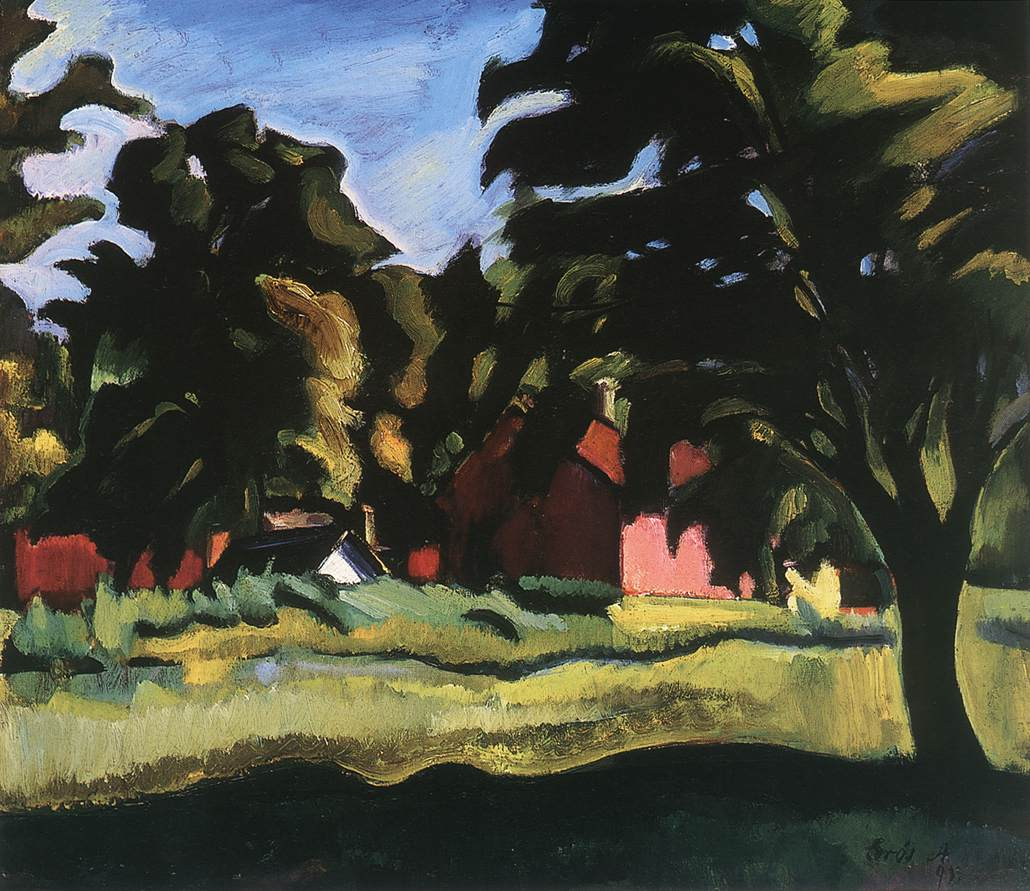
Kecskemét (1913)